# جانسونبرگ (نیوجرسی)
جانسونبرگ (به انگلیسی: Johnsonburg) یک منطقهٔ مسکونی در ایالات متحده آمریکا است که در فرلینگهویسن، نیوجرسی واقع شده‌است. جانسونبرگ ۰٫۵۰۹ کیلومتر مربع مساحت و ۱۰۱ نفر جمعیت دارد و ۱۷۵ متر بالاتر از سطح دریا واقع شده‌است.